# Łodzinka Górna
Łodzinka Górna – wieś w Polsce położona w województwie podkarpackim, w powiecie przemyskim, w gminie Bircza. Leży na Pogórzu Przemyskim.
Wieś prawa wołoskiego Łodzinka, należąca do starostwa przemyskiego, położona była na przełomie XVI i XVII wieku w powiecie przemyskim ziemi przemyskiej województwa ruskiego. W latach 1975–1998 miejscowość administracyjnie należała do województwa przemyskiego.
W połowie XIX wieku wieś Łodzinka została podzielona na Łodzinkę Górną i Dolną. Po podziale Łodzinka Górna należała do Feliksa Nowosieleckiego, a później do Macieja Capińskiego. W połowie XIX wieku właścicielami posiadłości tabularnej w Łodzince Górnej byli Mateusz i Salomea Capińscy oraz Antoni Kwiatkowski. 
W II Rzeczypospolitej wieś położona powiecie dobromilskim województwa lwowskiego. W latach 1945–1946 nacjonaliści ukraińscy z OUN-UPA zamordowali tu 8 Polaków, paląc większość gospodarstw.

## Części wsi
| SIMC    | Nazwa          | Rodzaj     |
| ------- | -------------- | ---------- |
| 0599511 | Huta Łodzińska | przysiółek |

## Demografia (łącznie dla Dolnej i Górnej)
- 1785 - 125 grekokatolików, 50 rzymskich katolików, 13 żydów
- 1840 - 236 grekokatolików
- 1859 - 287 grekokatolików
- 1879 - 326 grekokatolików
- 1899 - 431 grekokatolików
- 1926 - 495 grekokatolików
- 1938 - 256 grekokatolików